# Elive
Elive es una distribución del sistema operativo GNU/Linux, construido sobre las bases de Debian GNU/Linux Etch. Está pensada para funcionar tanto en modo LiveCD como instalada en el disco duro. Mantiene la compatibilidad con su distribución madre, por lo cual se pueden usar paquetes de Debian al mismo tiempo que los de Elive, estos repositorios están puestos de esta forma por defecto. También hereda la compatibilidad de hardware y añade distintos controladores que no forman parte oficial del núcleo Linux. Si bien antiguamente estaba basado en Morphix, ahora utiliza la tecnología DSS.
Elive, a diferencia de otras distribuciones, no usa los escritorios GNOME o KDE, sino que utiliza Enlightenment DR16 y DR17. Además, no sólo es un sistema especializado para la multimedia, tanto en reproducción como en edición de video o 3d, sino que también está preparado para ser usado en otras cosas como labores de oficina, internet, redes y servidores, etc.
Su manejo y configuración se hace mediante una aplicación llamada ElPanel que se encarga tanto de configurar su escritorio como administrar su sistema
Su autor, Thanatermesis, describe Elive en su página como: "Elive no ha sido construido para novatos. Elive no ha sido creado para usuarios avanzados. Elive no se ha hecho para empresas ni tampoco para el uso personal... Elive es arte. Elive simplemente es para las personas que lo aprecien y lo deseen. Siéntase libre de probar Elive, porque sólo usted decide lo que desea en este mundo".

## Características

### Principales características
- Velocidad y bajo consumo de recursos, gracias a la adopción de Enlightenment como Gestor de ventanas
- Entorno agradable a la vista
- Capacidad de manejarse sin necesidad del ratón gracias a sus atajos de teclado.
- Fácil actualización e instalación de paquetes, usando actualizaciones automáticas en terminal o en modo gráfico
- Uso de UnionFS, permitiendo la instalación de paquetes en modo LiveCD
- La herramienta elive-skel para la creación de usuarios con configuraciones adaptadas al sistema
- Capacidad de actualizar el sistema a través del mismo instalador
- Excelente compatibilidad con contenido multimedia

### Programas por defecto
- Escritorio: Enlightenment
- Gestor de ficheros: Thunar
- Reproductor de audio: XMMS
- Reproductor de video: Mplayer
- Mensajería instantánea: Gaim
- IRC: Xchat
- Grabación de CD y DVD: Bonfire

### Requerimientos de Sistema
Los requerimientos "mínimos" de hardware para ejecutar Elive son:
```
   * CPU de 100
 
MHz 
   * 64 MB de RAM
   * Al menos 3 GB de espacio en disco duro (para instalación completa sin partición de intercambio)
   * Tarjeta gráficos VGA de resolución capaz de 640x480 
   * BIOS capaz de inicializar desde 
CD-ROM
 o USB.
```

Los requerimientos "recomendados" de hardware son:
```
   * CPU de 300
 
MHz
   * 128 Mb de RAM
   * Al menos 3.5 GB de espacio en disco duro (para instalación completa con partición de intercambio)
   * Tarjeta de gráficos VGA de resolución capaz de 800x600 
   * BIOS capaz de inicializar desde CD-ROM o USB.
```

### Anécdotas
Samuel F. Baggen ha desarrollado a tiempo completo Elive desde hace 13 años (2005-2018) manteniéndose sólo de donaciones, las cuales incluso no les ha alcanzado para comer algunas veces. Para abaratar costos en alimentación, luz, agua y todas las necesidades básicas decidió cambiar el país de residencia por México, lo cual lo llevó a estar unos días encarcelado por problemas de migración debido a su visa.